# Anta (architektura)

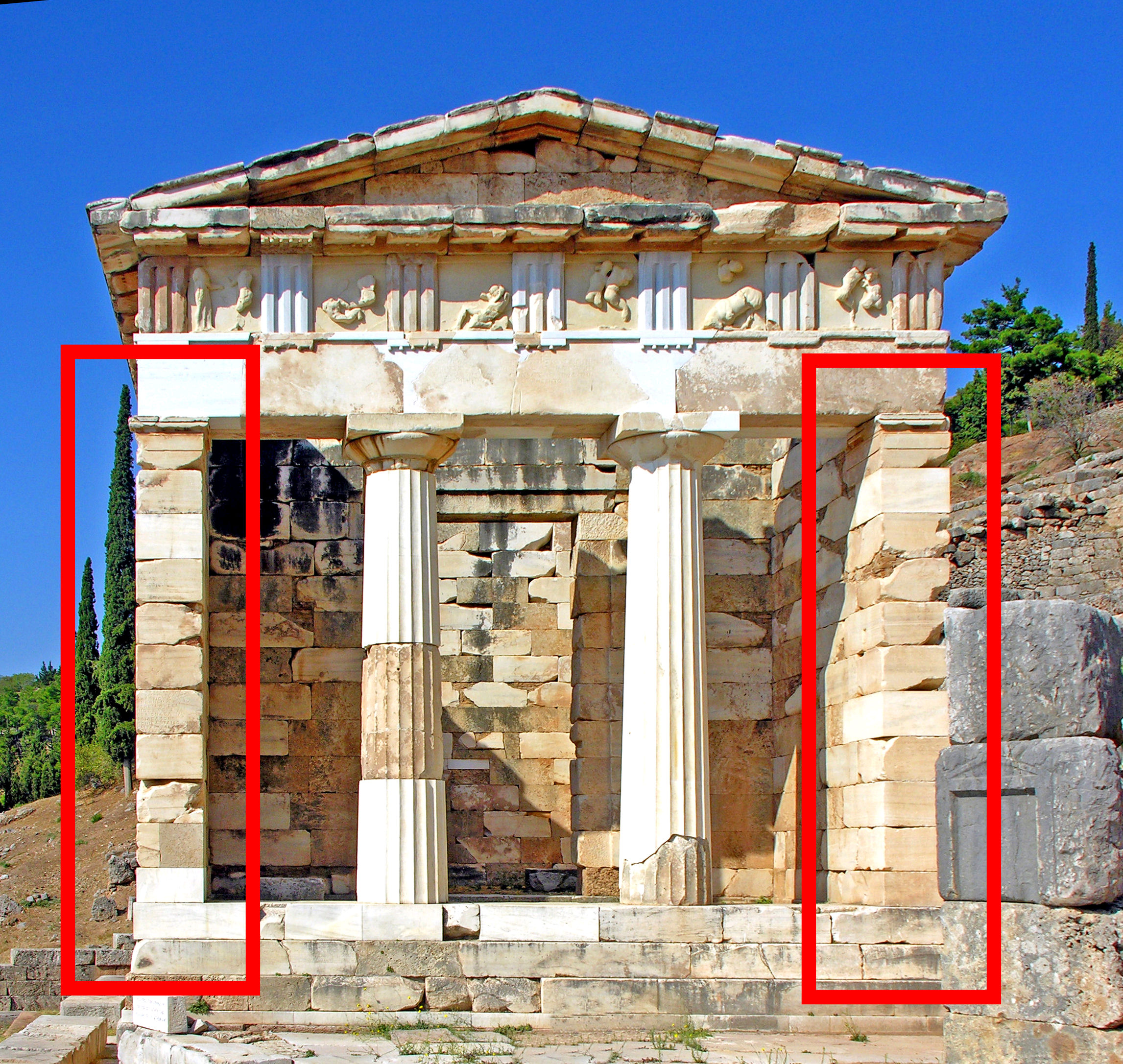
Skarbiec Ateńczyków w Delfach – na zdjęciu zaznaczone anty

Templum in antis

Anta – występujące w świątyniach greckich odcinki ścian bocznych nawy (naos) wysunięte przed ścianę frontową lub znajdujące się na zakończeniu tychże ścian prostopadłościenne pogrubienie. Ściany czołowe ant kształtowane były w formie pilastrów, zwykle o bardziej dekoracyjnych głowicach, niż kolumny od frontu.
Najprostszym układem świątyni z antami była templum in antis (świątynia w antach) – niewielka świątynia, gdzie w fasadzie pomiędzy antami występują dwie kolumny lub dwie kariatydy. W tego typu świątyni przestrzeń pomiędzy antami tworzyła przedsionek (pronaos). Anty występować mogły również od strony ściany tylnej naosu, jako powtórzenie układu zastosowanego od strony frontowej świątyni (tzw. świątynia w podwójnych antach). W układach świątyń z pełną kolumnadą w fasadzie (takich jak np. prostylos czy amfiprostylos) anty są znacznie krótsze.